# 松山 (企業)
松山株式会社は、長野県上田市に本社を置く作業機メーカーである。
「NIPLO(ニプロ)」ブランドにて圃場改良整備や耕起などの用途の作業機を製造、販売している。
クボタ、ヤンマー、井関農機、三菱といったメーカーごとに互換性を持つラインナップを有している。

## 沿革
- 1902年 長野県小県郡（現東御市）にて松山原造が「専売特許単ざん双用犂製作所」を創立。
- 1922年 長野県上田市に工場を移転。
- 1950年 「株式会社松山犂製作所」設立、組織変更。
- 1954年 歩行用トラクター犁を開発。
- 1962年 「NIPLO（ニプロ）」を商標として登録、使用開始。
- 1963年 耕耘・砕土同時作業機プラウローターを開発。
- 1965年 乗用トラクター用ロータリーを開発。
- 1968年 「松山株式会社」に社名変更。
- 1970年 乗用トラクター用ドライブハローを開発。
- 1979年 コンピューターオンライン業務を開始。
- 1980年 転作関連各種機械を開発。
- 1989年 中尾工場の操業を開始。
- 1990年 野菜包装機を開発。
- 1991年 海岸清掃機を開発。本社工場移転。
- 1993年 ミニハーベスター（ポテカルゴ）を開発。
- 1995年 あぜぬり機を開発。
- 1996年 北見駐在所を廃止。北海道河西郡芽室町に帯広出張所を開設。
- 1999年 関東営業所を栃木県栃木市に移転。
- 2001年 九州営業所を熊本県宇土市に移転。
- 2002年 創業100周年。記念行事を挙行。
- 2005年 エコアクション21認証取得。
- 2008年 長野県上田市に物流センター、及び長野営業所を開設。

## 環境への取り組み
エコアクション21の取得をはじめ、環境への取り組みを精力的に行っている。
ガスや紙の使用量や二酸化炭素の排出量などを記録した環境レポートは2006年より公開されており、
環境への取り組み内容と結果の発信を継続的に行っている。
特にオオムラサキについては社内にオオムラサキ保全部会を専門部会としてを設け、保護、保全に努めている。

## 関連会社
- 北海道ニプロ株式会社 - 北海道向け製品の開発製造
- 協同サービス株式会社 - 保険代理店 / NIPLOブランド機器の運搬配送 / 野菜包装機の開発、製造、販売
- 松山技研株式会社 - 金属熱処理 / ダロタイズド処理 / カチオン電着塗装 / 金属コーティング